# Argidia penicillata
Argidia penicillata är en fjärilsart som beskrevs av Heinrich Benno Möschler 1866. Argidia penicillata ingår i släktet Argidia och familjen nattflyn. Inga underarter finns listade i Catalogue of Life.